# Saison 3 de L'Incroyable Hulk
Chronologie
Saison 2 Saison 4
Cet article présente les vingt-trois épisodes de la troisième saison de la série télévisée L'Incroyable Hulk.

## Distribution

### Acteurs principaux
- Bill Bixby : David Banner
- Lou Ferrigno : L'Incroyable Hulk
- Jack Colvin : Jack McGee

### Acteurs invités
- Mackenzie Phillips : Lisa Swan
- Jennifer Holmes : Diane Markon
- Nicolas Coster : Colonel Drake
- Don Dubbins : Sergent Murkland
- Michael Alldredge : Sergent Sam Stanley
- Lynn Carlin : Elizabeth Collins
- Joseph Mascolo : Monsieur Arnold
- June Allyson : Docteur Kate Lowell
- Julius Harris : Doc Alden
- Marc Alaimo : Capitaine Holt / Joe Lo Franco
- Robert Davi : Rader
- Brad Dexter : Le Shériff
- Ray Walston : Jasper Dowd
- Joan Leslie : Lily Beaumont
- Anne Schedeen : Kimberly Dowd
- Scatman Crothers : Edgar McGee
- Robert Alda : Giancarlo Corleone
- Bob Hastings : Earl
- L.Q. Jones : Jake White
- Fred Ward : Marvin
- Jesse Vint : Tibby
- Esther Rolle : Colleen Jensen
- Margie Impert : Jean
- John Chandler : Eric
- John Marley : D.W. Banner
- Diana Muldaur : Helen Banner
- Guy Boyd : Steve Howston
- Bradford Dillman : Michael Sutton
- Bill Henderson : Antoine Moray / Babalao
- Anne Lockhart : Karen Mitchell
- Paul Picerni : Jim
- Stanley Kamel : Gary
- Mark Lenard : Monsieur Slater
- Walter Brooke : Mark Roberts
- Judith Chapman : Nancy
- Robert Donner : Monsieur Benedict
- Allan Rich : Luther Mason
- Marie Windsor : Belle Star
- Paul Koslo : Carl Rivers
- Edward Edwards : Bob
- Albert Popwell : Docteur
- Annette Charles : Rita
- Peter Breck : Hull
- John McIntire : Preston DeKalb
- Jeanette Nolan : Lucy Cash
- Gerald McRaney : Chef Frank Rhodes
- Melendy Britt : Joan Singer
- Frank Marth : Maire Tom Fowler
- Lonny Chapman : J.J. Hendren
- Don Marshall : L'homme
- Sheila Larken : Rhonda Wilkes
- Frank De Kova : Sam Monte
- Doris Dowling : Madame Grasso
- Kathleen Lloyd : Randy Phelps

## Épisodes

### Épisode 1:Hallucinations
- États-Unis : 21 septembre 1979 sur CBS

- Katherine Cannon (Jackie Swan)
- Gary Graham (Greg)
- James Reynolds (Ken)
- Mackenzie Phillips (Lisa Swan)
- Jennifer Holmes (Diane Markon)

### Épisode 2:Folie furieuse
- États-Unis : 28 septembre 1979 sur CBS

- Nicolas Coster (Colonel Drake)
- Don Dubbins (Sergent Murkland)
- Michael Alldredge (Sergent Sam Stanley)
- Lee Bryant (Carrie Banks)
- Tom Stechschulte (Lieutenant Jerry Banks)
- Michelle Stacy (Patty Banks)

### Épisode 3:La Surdouée
- États-Unis : 5 octobre 1979 sur CBS

- Robin Dearden (Joleen Collins)
- Lynn Carlin (Elizabeth Collins)
- Joseph Mascolo (Monsieur Arnold)
- June Allyson (Docteur Kate Lowell)
- Henry Rowland (Docteur Bruno)
- Tonyo Melendez (Ramon Alvarez)

### Épisode 4:La Tombe
- États-Unis : 19 octobre 1979 sur CBS

- Julius Harris (Doc Alden)
- Marc Alaimo (Capitaine Holt)
- Robert Davi (Rader)
- Brad Dexter (Le Shériff)
- Charles Napier (Blake)
- Skip Riley (Roth)
- Charles Picerni (Harris)

### Épisode 5:Le Marchand d'illusion
- États-Unis : 26 octobre 1979 sur CBS

- Ray Walston (Jasper Dowd)
- Joan Leslie (Lily Beaumont)
- Anne Schedeen (Kimberly Dowd)
- Scatman Crothers (Edgar McGee)
- Robert Alda (Giancarlo Corleone)
- Bob Hastings (Earl)

### Épisode 6:Rodéo
- États-Unis : 2 novembre 1979 sur CBS

- L.Q. Jones (Jake White)
- Fred Ward (Marvin)
- Jesse Vint (Tibby)
- Sandra Kerns (Maggie)
- James Crittenden (Leon White)
- Richard Fullerton (Buford)

### Épisode 7:Pour sauver Majestic
- États-Unis : 9 novembre 1979 sur CBS

- Esther Rolle (Colleen Jensen)
- Michael Baseleon (Swift)
- Jon Cedar (Sam)
- Margie Impert (Jean)
- John Chandler (Eric)

### Épisode 8:Le retour
- États-Unis : 30 novembre 1979 sur CBS

- John Marley (D.W. Banner)
- Regis J. Cordic (Dean Eckart)
- Diana Muldaur (Helen Banner)
- Drew Snyder (Croft)
- Guy Boyd (Steve Howston)
- Claire Malis (Elizabeth Banner)

### Épisode 9:Le Piège
- États-Unis : 7 décembre 1979 sur CBS

- Bradford Dillman (Michael Sutton)
- Bob Boyd (Le pilote)

### Épisode 10:Babalao
- États-Unis : 14 décembre 1979 sur CBS

- Louise Sorel (Docteur Renée DuBois)
- Bill Henderson (Antoine Moray / Babalao)
- Michael Swan (Luke)
- Paulene Myers (Selene)
- Jarrod Johnson (Louie)
- Christine Avila (Denise)

### Épisode 11:Captifs dans la nuit
- États-Unis : 21 décembre 1979 sur CBS

- Anne Lockhart (Karen Mitchell)
- Paul Picerni (Jim)
- Stanley Kamel (Gary)
- Mark Lenard (Monsieur Slater)
- Parley Bear (Raymond)
- Dennis Holahan (Monsieur Edwards)

### Épisode 12:Double Face
- États-Unis : 4 janvier 1980 sur CBS

- Karen Carlson (Lorraine)
- John Reilly (Steve)
- Jed Mills (Teddy)
- Chris Wallace (Danny)
- Enrique Castillo (Larry)
- George Caldwell (Pete)

### Épisode 13:Cauchemars
- États-Unis : 11 janvier 1980 sur CBS

- Caroline Smith (Patricia Steinhauer)
- Walter Brooke (Mark Roberts)
- Charles Thomas Murphy (Garland)
- Isabel Cooley (Muriel)
- Wayne Storm (Chuck Schlosser)
- George Caldwell (Pete)

### Épisode 14:Miroir de l'âme
- États-Unis : 25 janvier 1980 sur CBS

- Judith Chapman (Nancy)
- Robert Donner (Monsieur Benedict)
- Allan Rich (Luther Mason)
- Marie Windsor (Belle Star)
- Tamara Elliot (Candy)
- Louisa Moritz (Beth)

### Épisode 15:Les Motards
- États-Unis : 1er février 1980 sur CBS

- Paul Koslo (Carl Rivers)
- Robert Tessier (Johnny)
- Mickey Jones (Doc)
- Edward Edwards (Bob)
- Albert Popwell (Docteur)
- Pamela Bryant (Ann)

### Épisode 16:Anges déchus
- États-Unis : 8 février 1980 sur CBS
- France : 28 février 1981 sur TF1

- Annette Charles (Rita)
- Anthony Herrera (Don)
- Debbi Morgan (Jody)
- Cindy Fisher (Mickey)
- Timothy O'Hagan (Peter Grant)
- William Bronder (Jeff)

### Épisode 17:La Loterie
- États-Unis : 15 février 1980 sur CBS

- Robert Hogan (Harry Henderson)
- Peter Breck (Hull)
- Luis Avalos (L'émissaire)
- Russell Arms (L'annonceur)
- Adam Thomas (Steve)
- David McKnight (Clark)

### Épisode 18:Prémonition
- États-Unis : 22 février 1980 sur CBS

- Brenda Benet (Annie Caplan)
- Nick Pellegrino (Le directeur)
- Stephen Fanning (Johnny Wolff)
- Judy Dean Berns (Madame Donner)
- David Anthony (Robbie Donner)
- Bert Hinchman (Joe)

### Épisode 19:Chères amies
- États-Unis : 29 février 1980 sur CBS

- John McIntire (Preston DeKalb)
- Jeanette Nolan (Lucy Cash)
- Eric Server (Randy)
- J. Jay Saunders (Garnett)
- Robert Gray (Russky)

### Épisode 20:L'Assassin préfère les blondes
- États-Unis : 14 mars 1980 sur CBS

- Gerald McRaney (Chef Frank Rhodes)
- Melendy Britt (Joan Singer)
- Frank Marth (Maire Tom Fowler)
- Lonny Chapman (J.J. Hendren)
- Don Marshall (L'homme)
- Marla Pennington (Miriam Charles)

### Épisode 21:Équinoxe
- États-Unis : 21 mars 1980 sur CBS

- Christine De Lisle (Diane Powell)
- Paul Carr (Allan Grable)
- Henry Polic II (Donald)
- Louis Turenne (Pierce)
- Joy Garrett (Tina)
- Robert Yannetti (Carlo)

### Épisode 22:Les Bons Voisins
- États-Unis : 4 avril 1980 sur CBS

- Marc Alaimo (Joe Lo Franco)
- Sheila Larken (Rhonda Wilkes)
- Frank De Kova (Sam Monte)
- Doris Dowling (Madame Grasso)
- David Comfort (Timmy Wilkes)
- Sam Ingraffia (Slick Monte)

### Épisode 23:La Part du feu
- États-Unis : 11 avril 1980 sur CBS

- Kathleen Lloyd (Randy Phelps)
- Peter Jason (Bennett)
- Don Reid (Eric Wilson)
- Bruce Fairbairn (Weaver)
- Joe Di Reda (Mackie)
- Tony Duke (Reporter)